# Friedrich Ludwig Koch
Pour les articles homonymes, voir Koch.
Fréderic Koch, né le 7 décembre 1786 et mort le 13 août 1865, est un pharmacien hessois.
Il fait des recherches importantes sur les alcaloïdes d'origine végétale et a travaillé sur la fabrication industrielle de la quinine.  En 1823, Friedrich Ludwig Koch les avait imités en s'installant à Oppenheim. Il fait l'isolement de la quinine de l'écorce de l'arbre de cinchona en 1820.

## Notes et références

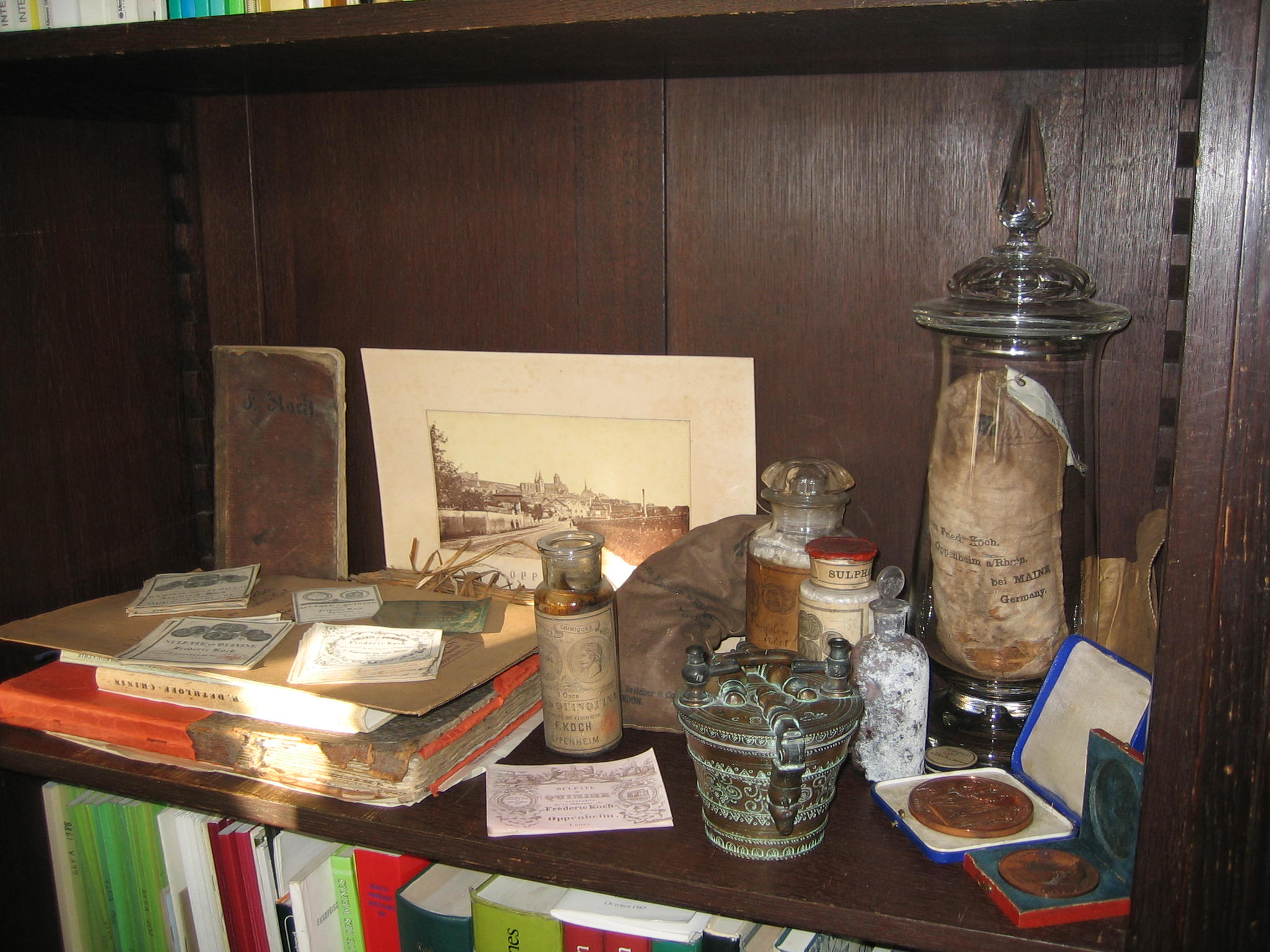
Souvenir de la première fabrication industrielle de la quinine à Oppenheim domaine Carl Koch Erben.